# The Killer Elite
The Killer Elite is een Amerikaanse thriller uit 1975 onder regie van Sam Peckinpah.

## Verhaal
De spion Mike Locken wordt tijdens een geheime missie verraden door een van zijn collega's en neergeschoten. Na zijn herstel zint hij op wraak. Hij zal niet rusten, voordat hij de schuldige heeft gevonden.

## Rolverdeling
| Acteur          | Personage        |
| --------------- | ---------------- |
| James Caan      | Mike Locken      |
| Robert Duvall   | George Hansen    |
| Arthur Hill     | Cap Collis       |
| Bo Hopkins      | Jerome Miller    |
| Mako            | Yuen Chung       |
| Burt Young      | Mac              |
| Gig Young       | Lawrence Weyburn |
| Tom Clancy      | O'Leary          |
| Tiana Alexandra | Tommie           |
| Walter Kelley   | Walter           |
| Kate Heflin     | Amy              |
| Sondra Blake    | Josephine        |
| Carole Mallory  | Rita             |
| James Wing Woo  | Tao Yi           |
| George Cheung   | Bruce            |